# Hosztót
Hosztót község Veszprém vármegye Sümegi járásában (az 1950-es megyerendezés előtt Zala vármegye része volt).

## Fekvése
A vármegye nyugati széle közelében fekszik, a megyeszékhely Veszprémtől 60 kilométerre nyugatra, a járás székhelyétől, Sümegtől 14 kilométerre északra, jóval közelebb a Vas vármegyei Jánosházához, attól alig 9 kilométerre délkeletre.
A közvetlenül határos települések: kelet felől Veszprémgalsa, délkelet felől Csabrendek, délnyugat felől Ukk, nyugat felől Zalameggyes, északnyugat felől pedig Zalaszegvár. Csak kevés híja van annak, hogy nem határos még nyugat-északnyugati irányból még Nemeskeresztúrral (és ezáltal Vas vármegyével) is.

### Megközelítése
Csak közúton érhető el, Veszprémgalsa vagy Rigács-Zalameggyes érintésével, a Csabrendek-Nemeskeresztúr közti 7325-ös út és a 84-es főút térsége (a mai 73 172-es út) közt húzódó 73 171-es számú mellékúton, illetve Zalaszegvár felől egy önkormányzati úton.
A Balatontól Sopron térségéig húzódó 84-es főút alig 4 kilométerre halad el tőle nyugati irányban, a 8-as főút pedig hasonló távolságra északra, ezek révén az ország távolabbi részei felől is könnyen megközelíthető.
Vasútvonal nem érinti, a legközelebbi vasúti csatlakozási lehetőséget így a Boba–Bajánsenye-vasútvonal Nemeskeresztúr vasútállomása kínálja, 5,5 kilométerre nyugatra.

## Nevének eredete
Neve a magyar hosszú melléknév és a tót népnév összetétele. Önmagukat szlovéneknek nevező szlávoktól lakott hosszú falu.

## Története
Első lakói délszláv tótok voltak, akik Szlovéniából települtek ide a 11. századi katonai jellegű telepítések idején. Először 1268-ban említik, ekkor még várföld volt, és mint ilyet 1271-ben vásárlással szerezték meg a Szalók nemzetség tagjai. A 14. században viszonylag gazdag falunak számított, 1333-ban papja a környék legnagyobb pápai tizedét fizette be. 1467-től a Szalókok a birtokról elnevezett Hosszútóti ágának tulajdona volt. Akkoriban a család a Dunántúl gazdagabb középbirtokos nemessége közé tartozott, a 15. és 16. században tevékenyen részt vettek Zala és Veszprém vármegyék nemesi életében. A család a 17. század végén halt ki.
A török időkben fokozatosan elnéptelenedett. 1561-ben Hosszútóti Imre még védőpalánkkal vétette körül a templomot, de ennek ellenére 1613-ban már csak 3 portát, 2 szabadost és 3 elhagyott házat írtak össze a faluban. Az állandó török fosztogatások miatt a maradék lakosság az 1660-as években a marcalszegi földvárhoz költözött át. Hosszútóti István 1662-ben eladta a birtokot a Páhyaknak.
A 18. század elején lassú visszatelepülés történt, 1720-ban még csak két jobbágyot jegyeztek fel, az 1730-as években pedig németeket telepítettek Hosztótba. Akkori tulajdonosa, Kelcz Ádám 1737-ben 9 német és egy magyar betelepülővel kötött szerződést, számukra felújították a romos templomot is. 1743-ban Gyulai Gál Gábor és felesége, Kazi Julianna birtokába került, ez időtől kezdve 1852-ig a Gyulai Gál család birtokolta. Az 1890-es években a község nagybirtokosa Cecz József volt.
A falu új temploma 1742-ben épült. Az újratelepítés után visszaállt a majorsági gazdálkodás. 1773. évi adatok szerint német falu, 1799-ben elegyes német, majd később már magyar falu. A község 1785-ben 216 főből és mindössze 29 házból állt. 1828-ban már 242 lakosa volt. Egyre jobban népesedett a község, 1910-ben 351, 1920-ban 391, 1934-ben 373 lakosa volt. A falut 1962-ben kapcsolták be az autóbusz-forgalomba. 1990 óta önálló önkormányzattal rendelkezik, közigazgatásilag a csabrendeki körjegyzőséghez tartozik.

## Közélete

### Polgármesterei
- 1990–1994: Reményi Miklós (független)[4]
- 1994–1998: Reményi Miklós (független)[5]
- 1998–2002: Reményi Miklós (független)[6]
- 2002–2006: Major Lajos (független)[7]
- 2006–2010: Major Lajos (független)[8]
- 2010–2014: Major Lajos (független)[9]
- 2014–2019: Major Lajos (független)[10]
- 2019–2024: Major Lajos (független)[11]
- 2024– : Kekkné Zalavári Mónika (független)[1]

## Gazdasága
A szántóföldeken gabonát és kapásnövényeket termesztettek. Állattenyésztésnél a szarvasmarha és a juhtenyésztés dominált. A 20. században a szarvasmarhatartásról a sertéstenyésztésre tértek át. Terményeiket, állataikat a jánosházi piacon értékesítették. 1945 előtt a lakosság nagy része a környező uradalmakban dolgozott. 1949-ben a népesség 90%-a mezőgazdaságból élt. A lakosság foglalkozási átrétegeződése a tsz-szervezés időszakában indult meg. Termelőszövetkezete 1959-ben alakult, taglétszáma 1965-ben 96 fő, összterülete 750 kh. 1974-ben egyesült a csabrendeki TSZ-el.

## Népesség
A település népességének változása:
| Lakosok száma | 61   | 58   | 56   | 53   | 65   | 60   | 60   |
|               | 2013 | 2014 | 2015 | 2021 | 2022 | 2023 | 2024 |

A 2011-es népszámlálás során a lakosok 100%-a magyarnak, 1,6% németnek mondta magát (a kettős identitások miatt az végösszeg nagyobb lehet 100%-nál). A vallási megoszlás a következő volt: római katolikus 84,4%, református 4,7%, evangélikus 3,1%, felekezeten kívüli 3,1% (4,7% nem nyilatkozott).
2022-ben a lakosság 75,4%-a vallotta magát magyarnak, 1,5% egyéb, nem hazai nemzetiségűnek (24,6% nem nyilatkozott; a kettős identitások miatt a végösszeg nagyobb lehet 100%-nál). Vallásuk szerint 38,5% volt római katolikus, 4,6% református, 1,5% görög katolikus, 7,7% felekezeten kívüli (47,7% nem válaszolt).

## Nevezetességei
Nagyboldogasszony-templom a 14. századból, amit a 18-19. században átépítettek, bővítettek barokk és eklektikus stílusban.